# Mechthild Reinders
Mechthild Reinders (* 1959 in Hamburg) ist eine deutsche Schauspielerin. Bekannt wurde sie in der Rolle der Geliebten von Hans Scholl, Gisela Schertling, im Film Die Weiße Rose.

## Leben & Ausbildung
Reinders wuchs im Hamburger Stadtteil Hausbruch auf, wo sie jetzt auch wieder lebt. Sie machte am  Friedrich-Ebert-Gymnasium in Harburg Abitur. Anschließend studierte sie bis 1982 Schauspiel an der Folkwang Universität in Essen und erlernte Clownerie bei Philippe Gaulier in Paris.
Im Jahr 2002 zog sie nach Kanada, wo ihr damaliger Ehemann einen Ruf an die University of Calgary in Alberta erhalten hatte. Dort entstand von 2012 bis 2016 für Arte in Eigenregie die Produktion Die Kehrseite der Medaille, in der Reinders den leidvollen und letztendlich vergeblichen Versuch dokumentiert, ihren beiden Söhnen Moritz und Merlin eine Karriere im Skisport zu ermöglichen. Der Film stellt sehr persönlich den Spagat zwischen Familie, Schule und den harten Anforderungen im Leistungssport bis zu den emotionellen und letztendlich auch finanziellen Belastungen selbst einer verhältnismäßig gutsituierten deutsch-schweizerischen Familie, dar.
Seit 2016 lebt Reinders in Europa und Kanada und arbeitet seitdem als freischaffende Künstlerin mit Filz. Sie ist geschieden.

## Filmografie
- 1982: Die Weiße Rose (Drama, erfolgreichster deutsche Kinofilm des Jahres)
- 1983: Teufelsmoor (Drama)[4]
- 1985: Der Kampschwimmer (Drama)[5]
- 1989: The Courier, Episode aus der Britischen Serie „Traffik“ (Krimi)[6]
- 1990: Wiener Blut, Episode aus „Schwarz Rot Gold“ (Krimi)[7]
- 1990: Das Haus am Watt, (Spielfilm)[8]
- 1993: Die Möwe, Episode aus Achterbahn (Fernsehreihe für Kinder und Jugendliche)
- 1995: Des Sängers Hund, Staffel Nr. 9 aus Großstadtrevier (Fernsehserie)

## Hörspiele
- 1985: Alan Ayckbourn: Theater in Nordrhein-Westfalen: Stromaufwärts (Fleur) – Regie: Dieter Reible (Hörspielbearbeitung – WDR)[9][10]
- 1990: Michael Batz: Panama oder Die Details der Engel (weibliche Lautsprecherstimme) – Regie: Hans Rosenhauer (Hörspiel – NDR)
- 1990: Eric Kellermann: Jeder hat sein Päckchen zu tragen (Christa Schulz) – Regie: Till Bergen (Original-Hörspiel, Kriminalhörspiel – RB)

## Theater
- 1987 in Die Seidels (Groß & Gross) der Städtischen Bühnen Osnabrück[11]